# Herb gminy Nowinka
Herb gminy Nowinka – symbol gminy Nowinka, ustanowiony 28 lipca 1997.

## Wygląd i symbolika
Herb przedstawia na tarczy w polu czerwonym na srebrnej chmurze postaci: św. Józefa i św. Stanisława, a pod nimi złoty wykarczowany pień.